# Kościół św. Andrzeja Apostoła w Boruszynie
Kościół pw. św. Andrzeja Apostoła – późnoklasycystyczny katolicki kościół parafialny znajdujący się w Boruszynie w gminie Połajewo. 
Jednonawową świątynię z transeptem, stojącą na dominującej nad wsią wydmie, zbudowano w 1822, a rozbudowano w 1850. Wyposażenie pochodzi z 1. połowy XIX wieku. Ołtarz główny oraz ambona ze zdobieniami późnobarokowymi.  Brama wejściowa na teren przykościelny pełni rolę dzwonnicy i pochodzi z około 1850-1860. Przy kościele rośnie jesion o obwodzie 460 cm. Grota maryjna z tablicą o treści: W życiu i śmierci Totus Tuus przez Niepokalaną. Jan Paweł II papież. W sąsiedztwie zlokalizowana jest plebania, kryta dachem naczółkowym, pochodząca z 1912. 

## Galeria

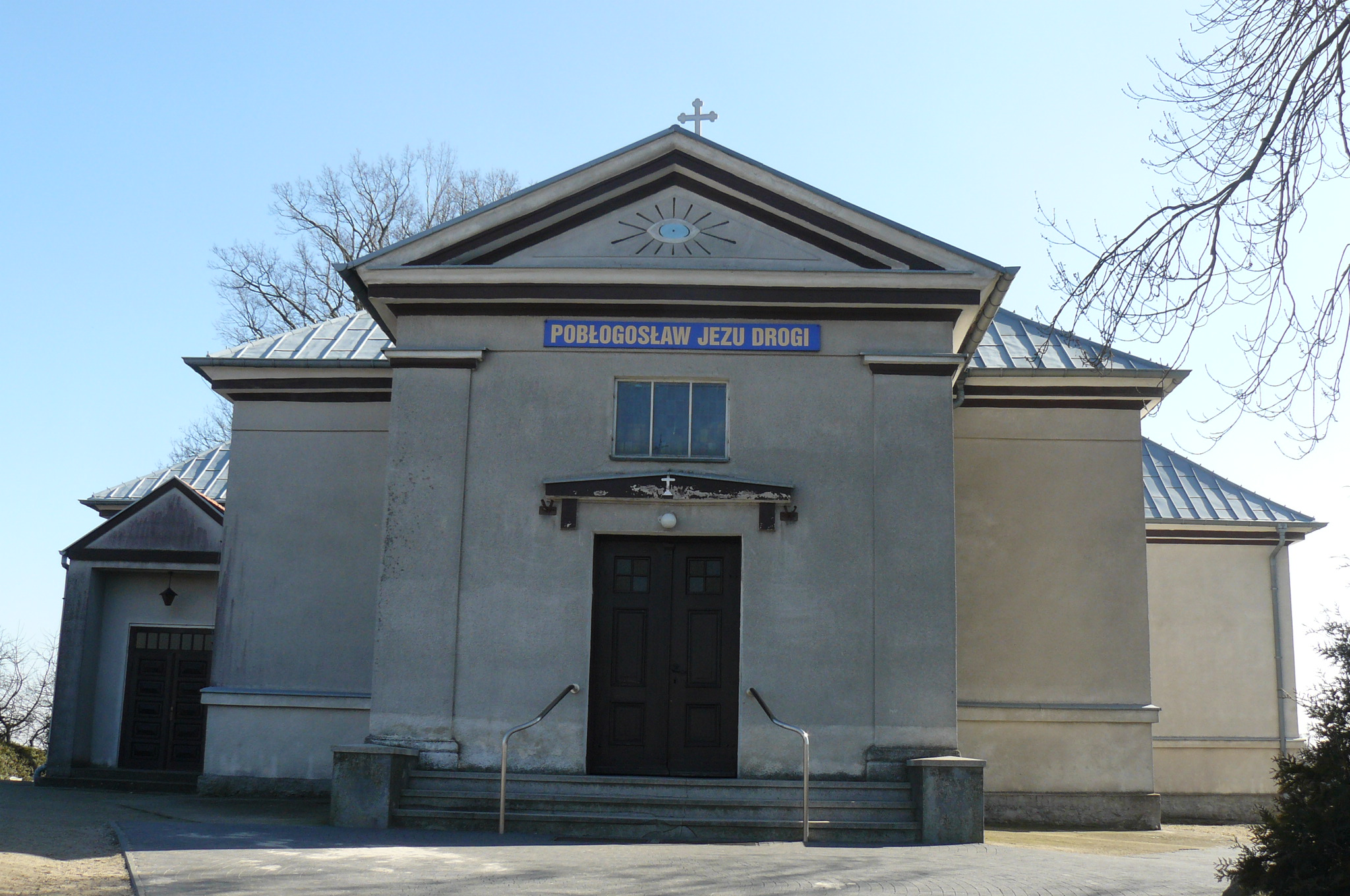
Kruchta
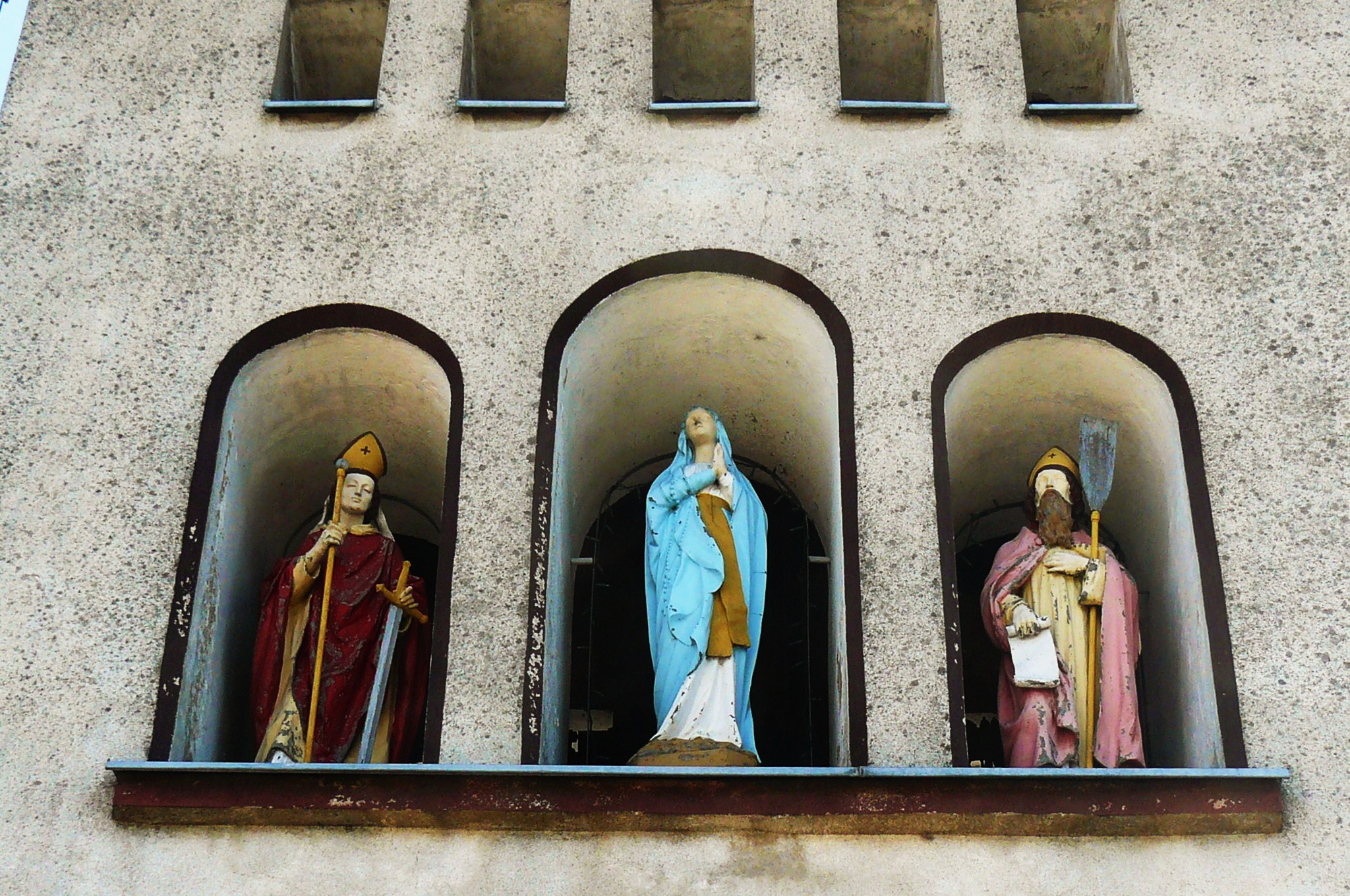
Rzeźby w bramie
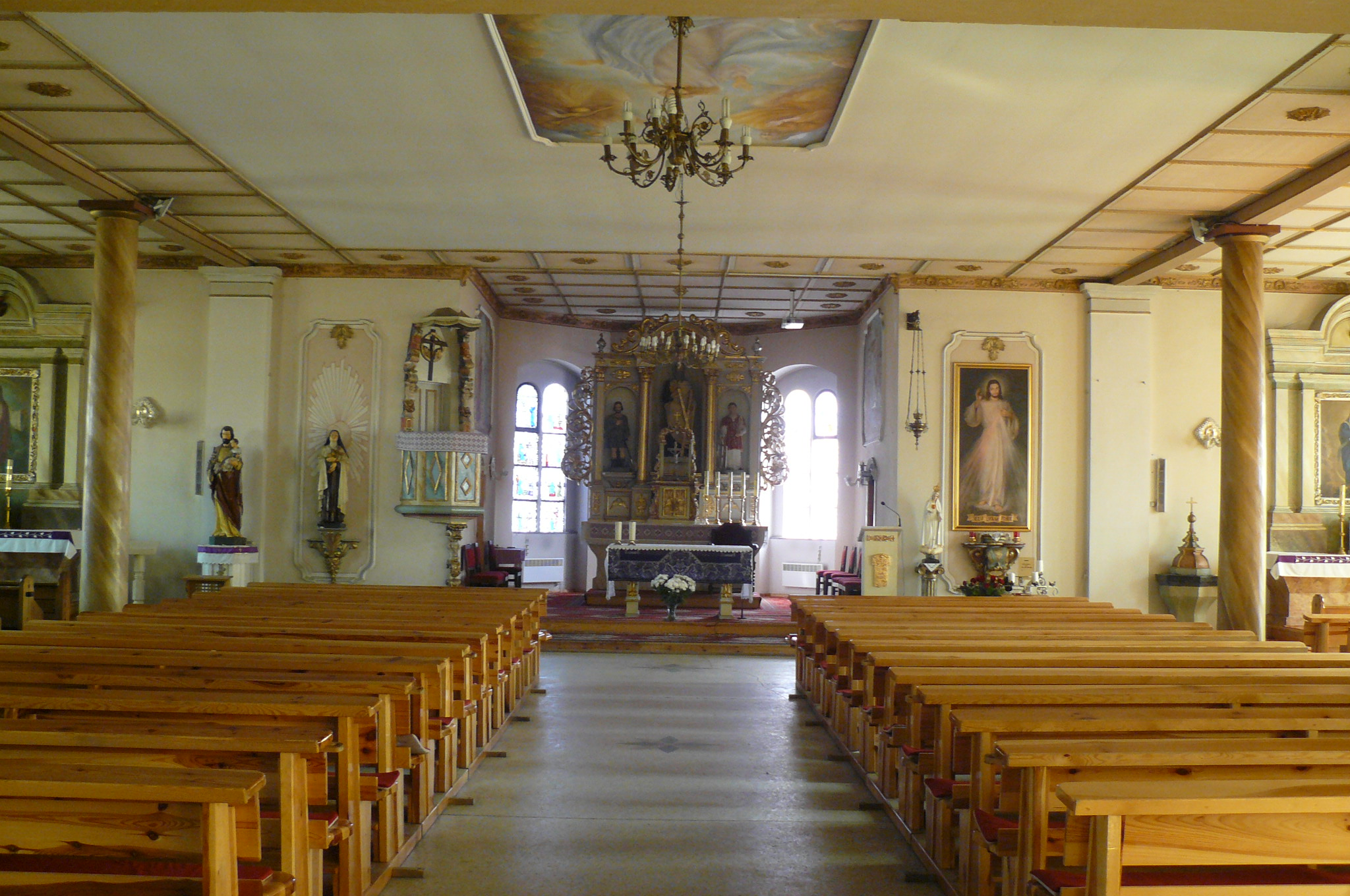
Wnętrze
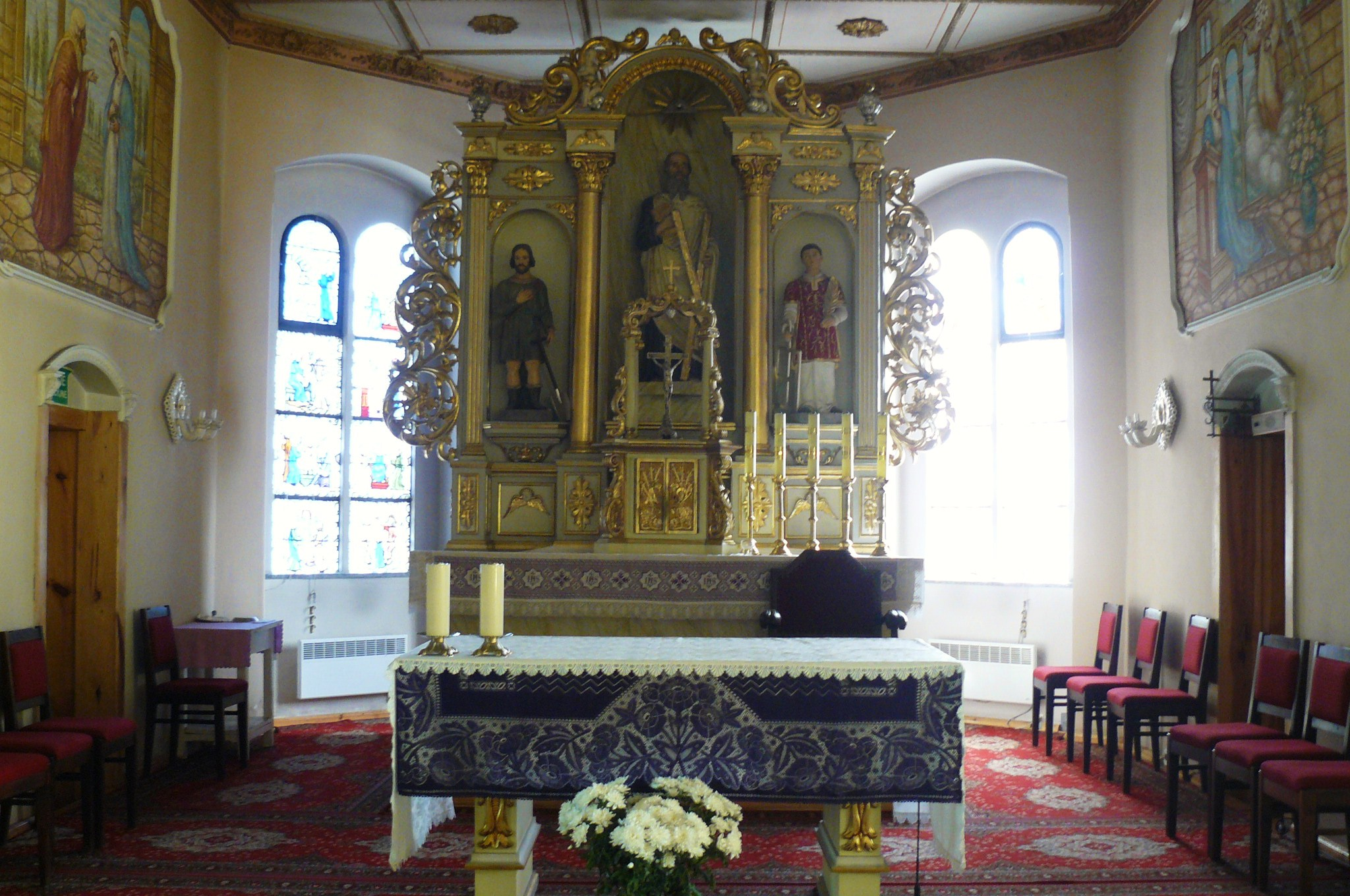
Ołtarz główny
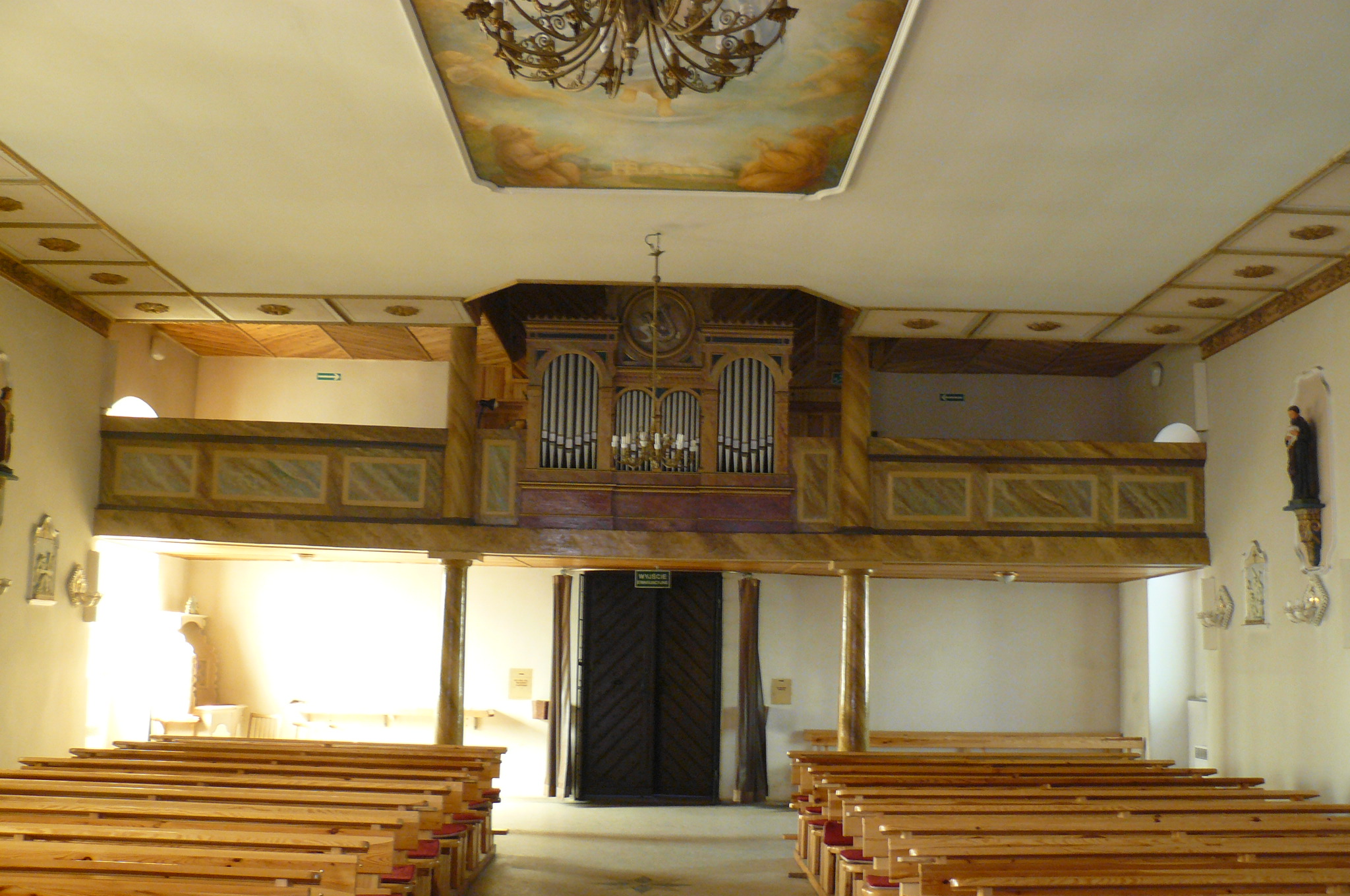
Chór